# Yudai Shigeoka
Yudai Shigeoka (重岡 優大, Shigeoka Yūdai) est un boxeur japonais né le 16 avril 1997 à Kumamoto.

## Carrière
Passé professionnel en 2019, il devient champion du Japon des poids mi-mouches en 2021 puis des poids pailles en 2022 et champion du monde WBC de cette dernière catégorie le 7 octobre 2023 après sa victoire aux points contre le Thaïlandais Panya Pradabsri. Shigeoka est en revanche battu aux points le 31 mars 2024 par Melvin Jerusalem.